# Zenerbarriere

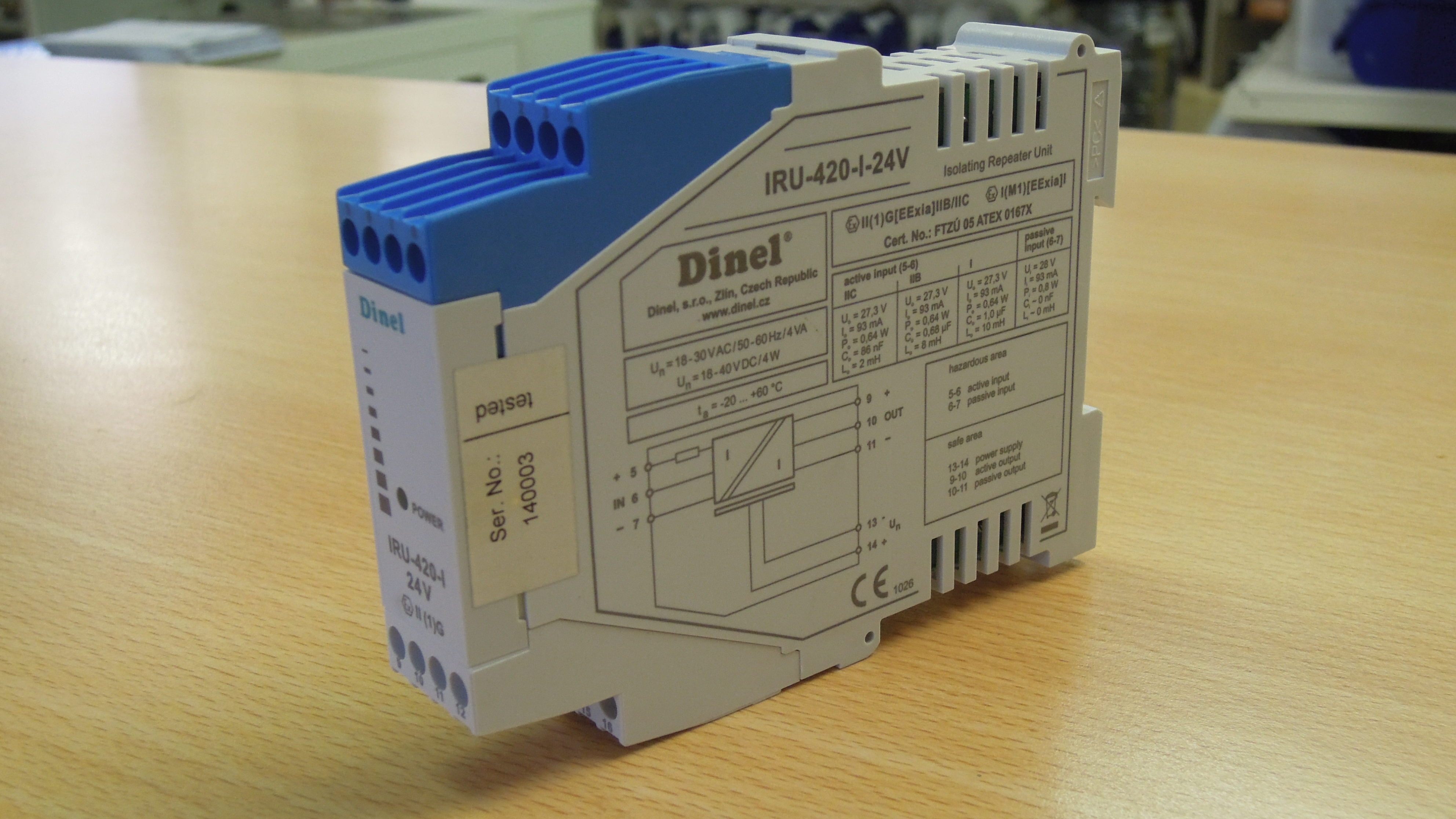
Zenerbarriere

Eine Zenerbarriere ist ein elektrisches Betriebsmittel, das als Sicherheitsbarriere im Explosionsschutz eingesetzt wird. Ihre Aufgabe ist die Verhinderung der Zündfähigkeit von Stromkreisen, die in eine explosionsfähige Atmosphäre verlegt werden. Sie soll das Eindringen zündfähiger Energie, Spannung oder Strom in eine explosionsfähige Atmosphäre verhindern. Typische Anwendungsfälle sind die Mess- und Regeltechnik im Bergbau, in der Petrochemie und ähnlichen gefährdeten Industriebereichen. Der Name dieser speziellen Sicherheitsbarriere beruht auf der Anwendung einer Zenerdiode (Z-Diode) als zentrales Schutzelement.

## Anwendung

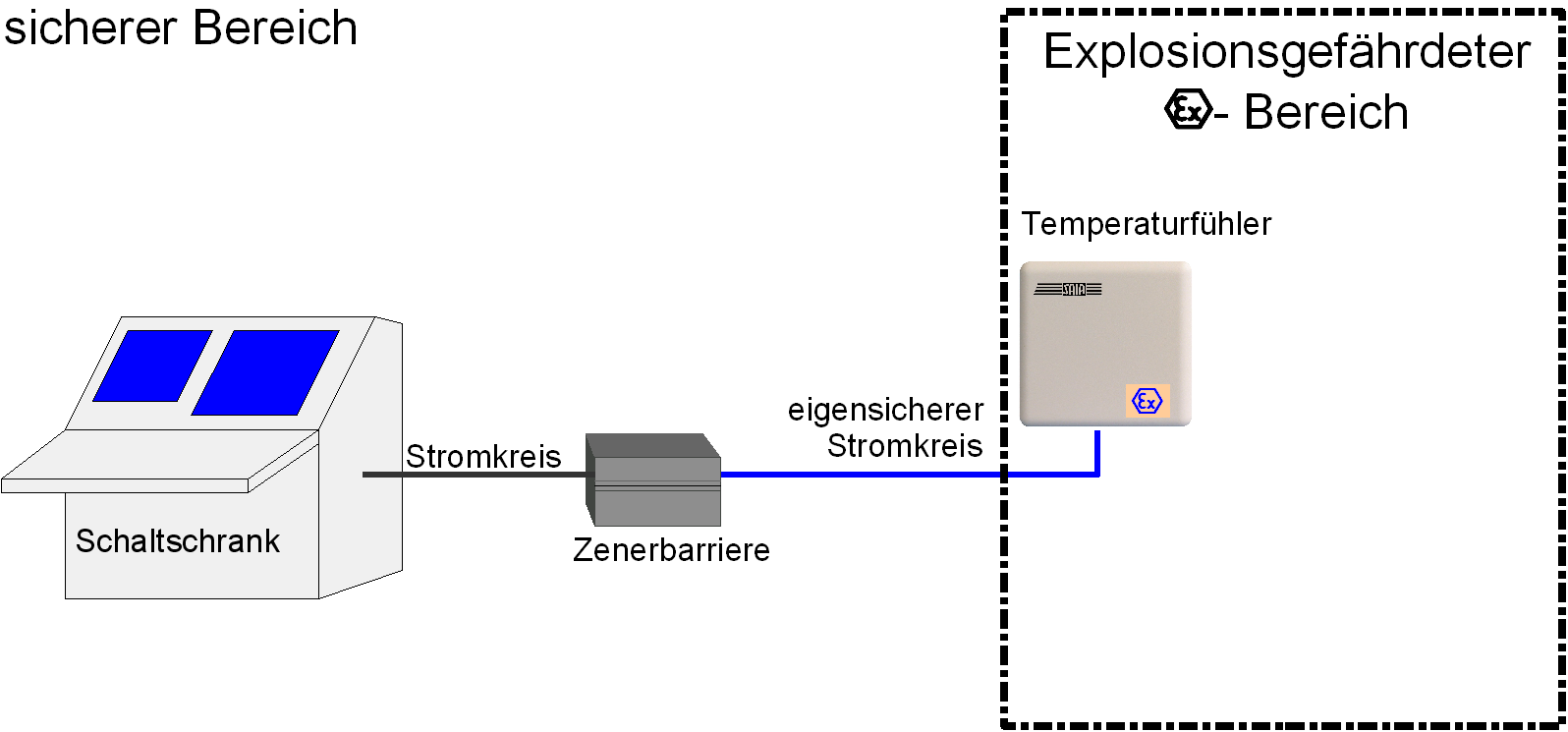
Einsatzbeispiel

In weiten Bereichen produzierender Unternehmen werden Prozesse aller Art automatisiert. Dabei soll die Zuverlässigkeit dieser komplexen Verfahren durch spezielle Mess- und Regelkreise sichergestellt werden. In Anlagen der chemischen Industrie, in denen oft explosionsfähige Atmosphären vorhanden sind, werden Temperaturen überwacht, Drücke geprüft und andere physikalische Größen beobachtet, die wiederum einen Einfluss auf bestimmte Aktoren, wie z. B. Servo- oder Ventilantriebe haben. An den Mess- und Beeinflussungsstellen, die sich fast immer im explosionsgefährdeten Bereich befinden, werden spezielle Sensoren und Aktoren eingesetzt, die für die Verwendung entsprechend den Forderungen des Explosionsschutzes geeignet sind. Die Geräte zur Auswertung sind meist nicht explosionsgeschützt aufgebaut und werden daher in speziellen Schaltwarten installiert, in denen keine explosionsfähige Atmosphäre auftreten kann. Diese Räumlichkeiten werden auch sicherer Bereich genannt. Um zu verhindern, dass die Auswerteelektronik im explosionsfähigen Bereich eine Zündung ermöglicht, wird im Anschaltstromkreis des Sensors eine Zenerbarriere geschaltet, womit der sogenannte eigensichere Stromkreis aus dem sicheren Bereich in den explosionsfähigen Bereich getrennt geführt werden kann.

## Technisches
Die Idee der Zenerbarriere basiert auf der Zündschutzart Eigensicherheit. Danach definiert sich die Zenerbarriere als zugehöriges Betriebsmittel, das außerhalb der explosionsgefährdeten Umgebung im sicheren Bereich installiert ist. Der eigensichere Stromkreis wird in die explosionsgefährdete Umgebung hinein verlegt. Er wird damit vor dem Eindringen von unzulässig hoher Energie, Spannung und Strom und der damit verbundenen Funkengefahr geschützt. Das für die Begrenzung wesentliche Bauteil ist eine Zenerdiode, da die Zenerbarriere, als Spezialfall der Sicherheitsbarriere, nicht auf dem Prinzip der galvanischen Trennung aufgebaut ist. Als sicherheitstechnisch relevante Bauteile werden auch der Widerstand und die Sicherung angesehen, da durch sie der maximal zu erwartende Strom begrenzt wird. Da übliche elektrische und elektronische Schaltungen nicht den Anforderungen an Eigensicherheit genügen, wird zwischen diese und den eigensicheren Stromkreis eine Zenerbarriere geschaltet. Im Gegensatz zu Stabilisierungsschaltung auf Basis von Zenerdioden findet hier keine Anpassung der Spannung statt, sondern die Zenerbarriere wird bei auftretender Überspannung zerstört.
Für die Auslegung der Schaltung und der einzelnen Bauelemente sind potentiell auftretende Fehler zu beachten. Das bedeutet, dass die Möglichkeit des Bauteilausfalls oder auch einer überhöhten Anschlussspannung betrachtet werden muss. Berücksichtigt wird das z. B. dadurch, dass die Zenerdiode zwei- bis dreifach parallel verbaut ist. Durch diese Redundanz wird das Risiko gemindert, dass der Stromkreis bei einem Ausfall zündend wirken könnte. Weiterhin werden die Bauteile hinsichtlich ihrer Belastbarkeit mehrfach überdimensioniert. Dabei muss das Risiko einer Explosion abgewägt werden, d. h. die Explosionsgefahr ist umso größer, je wahrscheinlicher eine explosionsfähige Atmosphäre in der Umgebung des Stromkreises ist. Auch dürfen die Geräte nicht reparierbar sein, so dass von nicht entsprechend geschultem Servicepersonal keine Gefährdung ausgehen kann. Das erreicht man z. B. durch Gehäuse, die sich nicht zerstörungsfrei öffnen lassen oder auch durch Vergießen der Schaltung.

## Rechtliches
Bei der Entwicklung von Zenerbarrieren sind die gesetzlichen Anforderungen zum Explosionsschutz zu beachten. Das ist in der Europäischen Union im Wesentlichen die RL 2014/34/EU (ehemals 94/9/EG) des Europäischen Parlamentes und des Rates, sowie deren Umsetzung in das nationale Recht der Mitgliedsstaaten. Weiterhin können zur Konformitätsbewertung die harmonisierten Normen EN 60079-0 (Grundanforderungen) und 60079-11 (eigensichere Geräte) herangezogen werden. Für Zenerbarrieren, mit denen elektrische Geräte in den Zonen 1 und 0 (Kategorie 2 und 1) abgesichert werden sollen, ist eine EG-Baumusterprüfbescheinigung durch eine benannte Stelle notwendig. In Ländern, die nicht der EU angehören, gelten andere landestypische Gesetze und Verordnungen.
Für Anwendungen mit Zenerbarrieren sind schon bei der Auswahl alle Regeln der ingenieurmäßigen Sorgfalt zu beachten. Zum einen führt eine zu hohe Eingangsspannung im sicheren Bereich zur Zerstörung des Betriebsmittels, was allerdings keine sicherheitsrelevanten Risiken in sich trägt. Zum anderen ist auf der eigensicheren Seite zu prüfen, ob das ausgewählte Betriebsmittel zu der gewählten Zenerbarriere kompatibel ist, denn insbesondere bei der Zusammenschaltung verschiedener aktiver Betriebsmittel können für Spannung, Strom oder Energie zündfähige Werte erreicht werden, was ein sicherheitsrelevantes Risiko darstellt. Mit der Beurteilung der Zusammenschaltung von Stromkreisen und eigensicheren Systemen beschäftigen sich spezielle Normen. Verwiesen sei auf die DIN EN 60079-14 (Installationsanforderungen, VDE 0165, Teil 1) und DIN EN 60079-25 (Eigensichere Systeme, Nachweis der Eigensicherheit).

## Funktionsbeschreibung

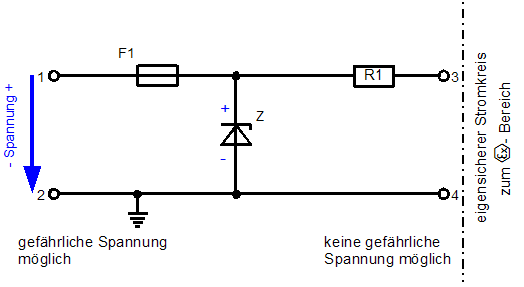
Prinzipschaltbild

Das Prinzipschaltbild zeigt die Funktion der Zenerbarriere. An den Anschlussklemmen 3 und 4 ist der eigensichere Stromkreis angeschlossen, der in den explosionsgefährdeten Bereich hineinführt. An den Klemmen 1 und 2 ist im Schaltschrank die Auswerteelektronik angeschlossen. Diese gibt eine kleine, unschädliche Spannung ab, die für den Zweck des Stromkreises, im angegebenen Beispiel ist das eine Temperaturmessung, ausreicht. In diesem Normalzustand verhält sich die Zenerbarriere passiv. Die Z-Diode sperrt, da die zwischen den Klemmen 1 und 2 angelegte Spannung kleiner als ihre Durchbruchspannung ist. Der Widerstand R1 wurde entsprechend gering gewählt, so dass er keinen nennenswerten Spannungsfall erzeugt, der einen negativen Einfluss auf die Funktion der Schaltung hätte.
Steigt die Spannung zwischen den Klemmen 1 und 2 durch einen Fehler im Schaltschrank über die Durchbruchspannung der Z-Diode, wird diese leitend. Der Strom durch die Z-Diode lässt die Sicherung F1 durchbrennen. Damit ist der eigensichere Stromkreis an Klemme 3 von der unzulässigen Überspannung getrennt und die Gefahr einer Explosion durch Funken gebannt.
Die Klemmen 2 und 4 sind gemeinsam geerdet, so dass an ihnen nie eine unzulässig hohe Spannung anliegen kann.
Die Zenerbarriere in der dargestellten Bauweise ist nur für Anwendungen geeignet, bei denen an Klemme 1 stets eine positive Spannung anliegt: Die Zenerdiode muss im Normalbetrieb in Sperrrichtung betrieben werden.

## Probleme
Zenerbarrieren sind ein preisgünstiges Betriebsmittel zur Begrenzung der Zündfähigkeit eigensicherer Stromkreise in explosionsgefährdeten Bereichen. Preisgünstige Elemente stellen bei richtiger Anwendung kein Sicherheitsrisiko dar, sondern können dazu beitragen, dass auch in Projekten mit engem finanziellen Spielraum ein akzeptables Sicherheitsniveau erreicht werden kann. 
Bei Planung oder Einsatz von Zenerbarrieren sind die folgenden Punkte zu beachten:
- Sie besitzen keinerlei galvanische Trennung, durch die beide Stromkreise voneinander isoliert werden. Daher kann es vorkommen, dass sich ein Potential gegenüber dem Erdpotential aufbaut. Das kann dazu führen, dass im Fehlerfall ein energiereicher Funke gegen Masse entstehen kann, durch den ein explosionsfähiges Gemisch gezündet wird. Die Lösung diese Problems ist die zwingende Verbindung der Schaltung mit dem Potentialausgleich, was allerdings Probleme für die Funktionalität des Kreises nach sich ziehen kann.
- Der Widerstand im Längskreis der Schaltung hat zur Begrenzung des Stromes einen relativ hohen Wert. Das kann sich nachteilig auf die Funktion der Schaltung auswirken. An diesem Längswiderstand fällt entsprechend den Regeln zur Reihenschaltung von Widerständen ein Teil der durch die Zenerdioden begrenzten Spannung ab. Unter bestimmten Bedingungen kann das zur Folge haben, dass die eigentliche Funktion des Systems nicht mehr gewährleistet ist. Dann müssen andere Möglichkeiten gewählt werden.
- Entsprechend den sicherheitstechnischen Vorschriften dürfen Zenerbarrieren nicht repariert werden. Falls im nicht eigensicheren Anschlussbereich eine zu hohe Spannung auftritt, die einen zu großen Strom bewirkt, wird die Sicherung ansprechen. Dadurch wird das Gerät unbrauchbar, der Einbau einer möglicherweise falschen Sicherung ist nicht möglich. Einige Hersteller umgehen dieses Problem durch eine zweite, auswechselbare Sicherung, die in Reihe zur ex-relevanten Sicherung eingebaut wird und so ausgelegt ist, dass sie früher anspricht. Nach Auswechseln dieser Sicherung kann die Zenerbarriere weiterbetrieben werden.

## Normung
| * | EN IEC 60079-0 | 2018 | Explosionsfähige Atmosphäre | Teil 0:  | Geräte – Allgemeine Anforderungen      | (Vorgängernorm EN 50014) |
| * | EN 60079-11    | 2012 | Explosionsfähige Atmosphäre | Teil 11: | Geräteschutz durch Eigensicherheit "i" | (Vorgängernorm EN 50020) |

|  | Diese Normen haben als nationale Normen die Kennzeichnung DIN, ÖNORM bzw. SN |